# Virbia elisca
Virbia elisca är en fjärilsart som beskrevs av Dyar 1913. Virbia elisca ingår i släktet Virbia och familjen björnspinnare. Inga underarter finns listade i Catalogue of Life.